# Mikura-jima

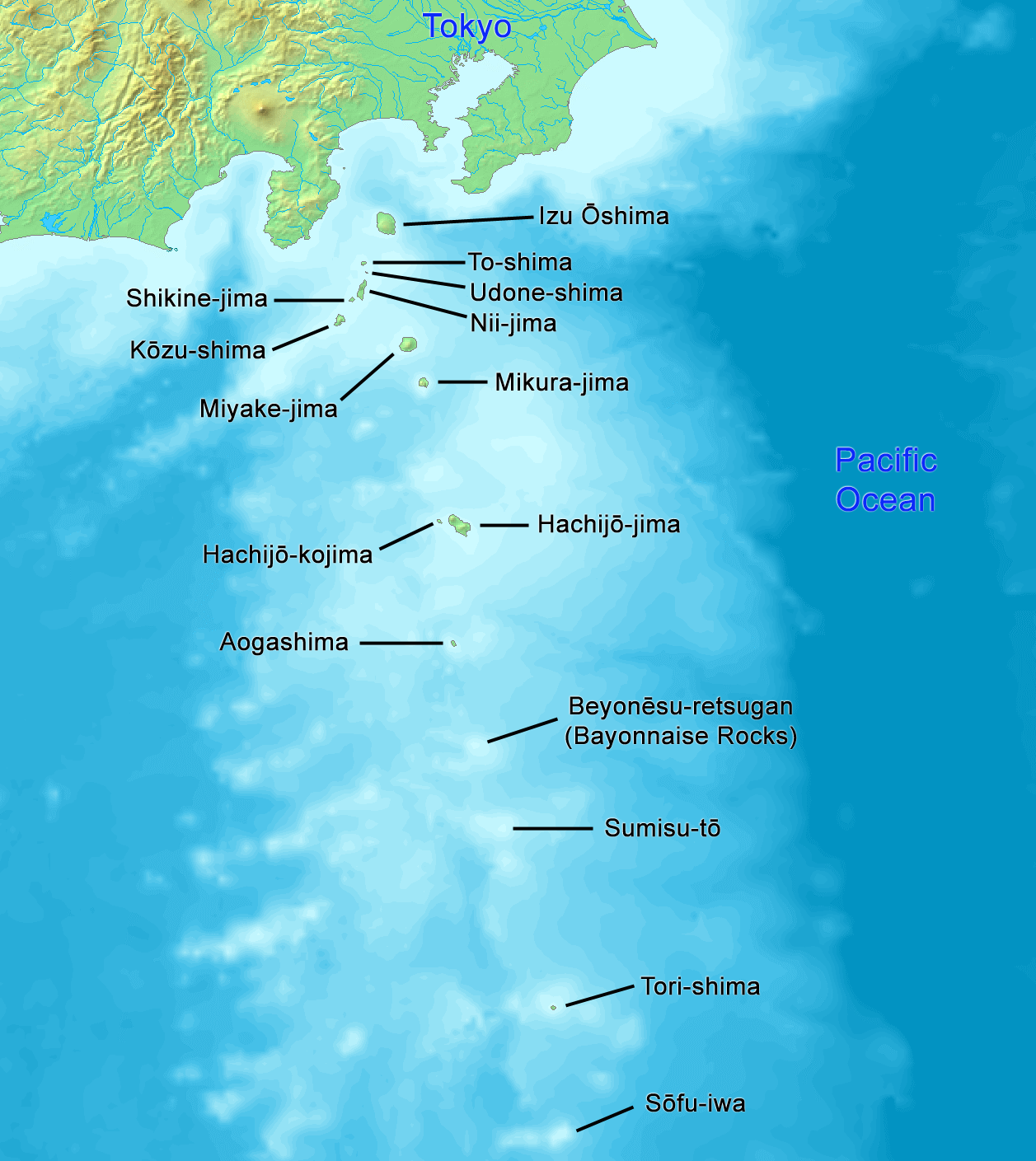
Izuöarna, Mikura-jima övre halvan

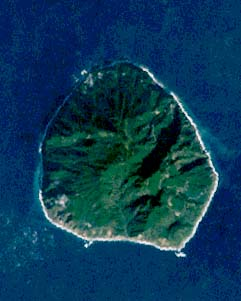
bild över Mikura-jima

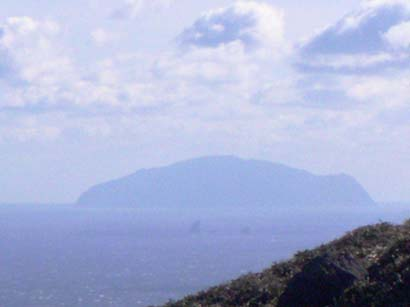
Mikura-jima

Mikura-jima (japanska  (御蔵島?) Mikura-jima) är en ö bland Izuöarna i nordvästra Stilla havet och tillhör Japan.

## Geografi
Mikura-jima ligger cirka 220 kilometer söder om Tokyo och ca 100 km söder om huvudön Izu-Ōshima. 
Ön är av vulkaniskt ursprung och har en areal om ca 20,58 km² med en omkrets på ca 3 km. Den högsta höjden är vulkanen O-yama (även Mi-yama) på 851 m ö.h. Ön ingår i också i Fuji-Hakone-Izu nationalpark.
Befolkningen uppgår till ca 300 invånare som bor i huvudorten "Sato" på öns norra del  Förvaltningsmässigt utgör ön området "Mikura-mura" (Mikura-by) och är del i subprefekturen Hachijō-shichō som tillhör Tokyo prefekturen på huvudön Honshu.
Ön kan endast nås med fartyg då den saknar flygplats, det finns regelbundna färjeförbindelse med Tokyo på fastlandet och den närmaste ön.

## Historia
Det är osäkert när Izuöarna upptäcktes men de har varit bebodda i flera tusen år. 
Öns vulkan har inte haft utbrott i modern tid.
1878 under Meijirestaurationen blev området en del i Tokyo-prefekturen.
1936 skapades Fuji-Hakone-Izu nationalpark och området införlivades i parkområdet 1964. 
1943 omstrukturerades Tokyos förvaltningsstruktur och områdets förvaltning övergick till "Tokyo-to-cho" (länsstyrelsen för Tokyo, engelska "Tokyo Metropolitan Government") som de tillhör idag.